# إيفرتون كونغور
إيفرتون كونغور (بالإنجليزية: Everton Conger)‏ هو قاضي ومحامي أمريكي، ولد في 25 أبريل 1834، وتوفي في 12 يوليو 1918.